# Actaea polydora
Actaea polydora is een krabbensoort uit de familie van de Xanthidae. De wetenschappelijke naam van de soort is voor het eerst geldig gepubliceerd in 1801 door Herbst.